# Sabia wardii
Sabia wardii är en tvåhjärtbladig växtart som beskrevs av W. W. Smith. Sabia wardii ingår i släktet Sabia och familjen Sabiaceae. Inga underarter finns listade.